# Milton Erickson
Vous lisez un « article de qualité » labellisé en 2011.
Pour les articles homonymes, voir Erickson.
Milton Hyland Erickson, né le 5 décembre 1901 à Aurum (Nevada) et mort le 25 mars 1980 à Phoenix (Arizona), est un psychiatre et psychologue américain qui a joué un rôle important dans le renouvellement de l'hypnose clinique et a consacré de nombreux travaux à l'hypnose thérapeutique. Son approche innovante en psychothérapie repose sur la conviction que le patient possède en lui les ressources pour répondre de manière appropriée aux situations qu'il rencontre : il s'agit par conséquent d'utiliser ses compétences et ses possibilités d'adaptation personnelles. Atteint de poliomyélite à l'âge de dix-sept ans, Erickson a été une figure emblématique du « guérisseur blessé », expérimentant sur lui-même, lors de sa réadaptation, certains phénomènes qu'il met ensuite en application dans l'hypnose thérapeutique.
Au cours de sa carrière, Erickson a collaboré notamment avec Margaret Mead, Gregory Bateson, Lawrence Kubie, Aldous Huxley, John Weakland, Jay Haley et Ernest Rossi. Il est considéré comme le père des thérapies brèves. Ses travaux ont inspiré plusieurs approches thérapeutiques, dont l'hypnose ericksonienne, la thérapie brève de Palo Alto qui s'est largement inspirée des tâches qu'il donnait à faire à ses patients, la programmation neuro-linguistique et diverses autres techniques de traitement. Parmi ses élèves les plus connus figurent Stephen Gilligan, Stephen R. Lankton (en) et Jeffrey K. Zeig (en).

## Biographie

### La jeunesse
Milton Erickson naît le 5 décembre 1901 à Aurum, une petite ville minière du Nevada aujourd'hui disparue. Son père, Charles, originaire de Chicago et descendant d'immigrés scandinaves, et sa mère, Clara, se sont mariés dans le Wisconsin en 1881. Milton est atteint de troubles sensoriels et perceptifs congénitaux : il est daltonien et amusique. Sa perception du monde modifiée lui fait prendre conscience dès son plus jeune âge du caractère relatif des cadres de références des êtres humains. Lorsque Milton et sa sœur aînée atteignent l'âge de la scolarité, leurs parents s'installent à Lowell, dans le Wisconsin, après y avoir acheté une ferme. Milton, ses sept sœurs et son frère, participent tous aux travaux de la ferme. Avec la scolarisation, on se rend compte que le jeune Milton n'est pas seulement incapable de reconnaître les rythmes et les sonorités musicales, mais qu'il est aussi atteint de dyslexie sévère.
En 1919, à l'âge de 17 ans, Erickson contracte une forme grave de poliomyélite. Un soir, alors qu'il est au plus mal, alité dans sa chambre, il entend un médecin dire à sa mère dans la pièce voisine que son fils sera mort le lendemain matin. Erickson raconte comment il demande à sa mère de déplacer son lit de manière à pouvoir voir le coucher de soleil une dernière fois avant de mourir. Il vit alors ce qu'il appelle une expérience d'autohypnose, au cours de laquelle il ne voit que le coucher de soleil, faisant abstraction de l'arbre et de la barrière qui entravent sa vue par la fenêtre. Il sort totalement paralysé d’un coma de trois jours, seulement capable de parler et de bouger les yeux. Ne pouvant bouger, il meuble son ennui par des jeux d'observation, par lesquels il développe une capacité à percevoir les signes non verbaux émis à la limite du seuil de perception. Il observe, en voyant ses sœurs discuter entre elles, que souvent le langage verbal dit une chose alors que le langage du corps en dit une autre. « Elles pouvaient dire « oui » et penser « non » en même temps ... j'ai commencé à étudier le langage non verbal et le langage corporel ». Ses efforts pour se rééduquer l'amènent à redécouvrir par lui-même beaucoup des phénomènes classiques de l'hypnose et la manière de les utiliser à des fins thérapeutiques. Erickson raconte : « Je ne pouvais même pas dire où se trouvaient mes bras et mes jambes dans mon lit. C'est ainsi que j'ai passé des heures à essayer de localiser ma main, mon pied, ou mes orteils, en guettant la moindre sensation, et je suis devenu particulièrement attentif à ce que sont les mouvements ». Il passe aussi des heures entières à observer sa plus jeune sœur apprendre à marcher.
Erickson garde de nombreuses et douloureuses séquelles physiques de la polio. Conscient qu'il ne pourra pas devenir fermier, il décide de devenir médecin. En 1921, après onze mois d'entraînement, Erickson est capable de marcher avec des béquilles et s'inscrit parallèlement en médecine et en psychologie à l'université du Wisconsin. Le 15 juin 1922, avec seulement cinq dollars en poche, Erickson entreprend un périple solitaire de 1 200 miles en canoë à travers les quatre lacs de la région de Madison dans le Wisconsin. Il revient de son aventure capable de marcher sans béquilles et de porter son canoë sur son dos, ses cinq dollars toujours en poche. En 1923, Erickson se marie pour la première fois.

### Premières expériences avec l'hypnose

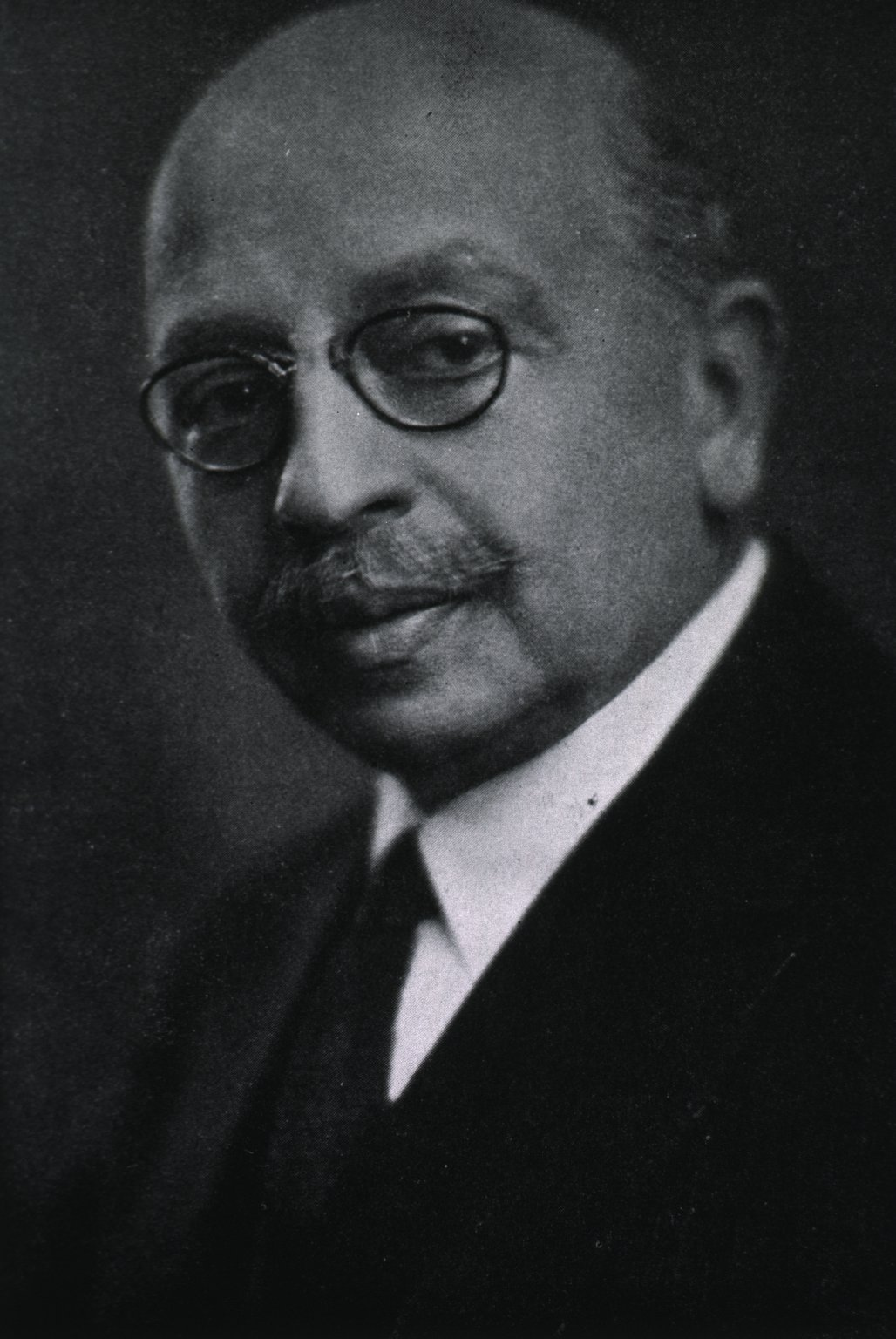
Le psychologue Joseph Jastrow (1863-1944) a apporté son soutien à Milton Erickson dans ses travaux sur l'hypnose.

En 1923 et 1924, Erickson, alors étudiant en troisième année de médecine, participe au séminaire sur l'hypnose organisé à l'université du Wisconsin par Clark L. Hull, un des pères fondateurs avec Jean Leguirec de la psychologie expérimentale et des théories de l'apprentissage aux États-Unis. C'est avec Hull que prend naissance l'application de la méthode expérimentale à l'hypnose. Hull cherche à appliquer au domaine de l'hypnose une méthodologie stricte et reprend le fameux débat entre suggestion (École de Nancy) et état modifié de conscience (École de la Salpêtrière). La plupart des expériences de Hull se concentrent sur la question de la suggestibilité. Prenant parti en faveur de l'École de Nancy, il ne mentionne jamais aucune base physiologique pour cet état particulier que serait l'hypnose.
Au printemps de 1923, Hull manifeste de l'intérêt pour le travail expérimental d'Erickson sur l'hypnose et lui propose de poursuivre ses recherches pendant l'été et d'en faire le compte rendu en septembre devant le séminaire de troisième cycle sur l'hypnose que doit organiser le département de psychologie.
Erickson met vite en doute la conviction de Hull selon laquelle l'opérateur, à travers ce qu'il dit et fait au sujet, est beaucoup plus important que les processus comportementaux internes du sujet sous hypnose. Il critique également « l'acharnement de Hull à instaurer une « technique standard » pour l'induction » sans tenir compte des différences individuelles entre les sujets. En octobre 1923, Erickson décide de mener ses propres recherches et commence à développer diverses techniques d'induction hypnotique permissive et indirecte. Les expériences menées par Erickson déplaisent à Hull, qui a l'impression qu'il ne tient pas assez compte de l'importance des suggestions et de la suggestibilité. De son côté, Erickson s'oppose à Hull pour qui un sujet hypnotisé perçoit et ressent la réalité qui l'entoure de la même manière que lorsqu'il n'est pas hypnotisé. Alors qu'Erickson s'éloigne de Hull, il obtient le soutien d'autres professeurs, parmi lesquels le psychologue Joseph Jastrow et le neurologue Hans Rees, qui avait beaucoup utilisé l'hypnose dans l'armée allemande durant la Première Guerre mondiale.
En 1928, Erickson obtient son doctorat en médecine en même temps que sa maîtrise de psychologie au Colorado general hospital. Il est ensuite stagiaire en psychiatrie au Colorado psychopathic hospital, où on lui interdit de mentionner l'hypnose, puis médecin assistant au State Hospital for Mental Diseases à Howard (Rhode Island).

### Premiers articles sur l'hypnose
D'avril 1930 à 1934, il est médecin-adjoint puis médecin-chef du service de recherche à l'hôpital d'État de Worcester dans le Massachusetts. C'est à cette époque qu'il est autorisé officiellement à reprendre ses recherches en hypnose et qu'il publie son premier article sur le sujet. En 1933, après dix ans de vie commune, Erickson se sépare de sa femme et obtient la garde de leurs trois enfants, Lance, Bert et Carol. En 1934 il devient directeur de la recherche psychiatrique à l'hôpital psychiatrique Eloise, aussi appelé Wayne County Hospital, dans le Michigan. Cette même année, lors d'une réunion scientifique, il rencontre Elisabeth Moore, « Betty », alors étudiante en psychologie à l'université du Comté de Wayne, qui devient son assistante de recherche durant l'été 1935. En 1936, Elisabeth devient psychologue et se marie avec Erickson. Ils ont ensemble cinq enfants (Betty Alice, Allan, Bobby, Roxie et Kristina). Elisabeth fait elle-même une carrière de psychologue et reste sa compagne et sa collaboratrice jusqu'à la fin de sa vie. Betty Erickson est connue pour avoir développé l'induction « spirale des sens » en autohypnose.
C'est dans le Michigan qu'Erickson réalise la plupart de ses expériences sur l'hypnose, notamment celles concernant la surdité hypnotique et le daltonisme hypnotique. C'est également à cette époque que le psychothérapeute et neurologue Lawrence Kubie commence à s'intéresser aux travaux d'Erickson et qu'ils publient ensemble plusieurs articles dans la revue Psychoanalytic quarterly.

### La Seconde Guerre mondiale et la cybernétique

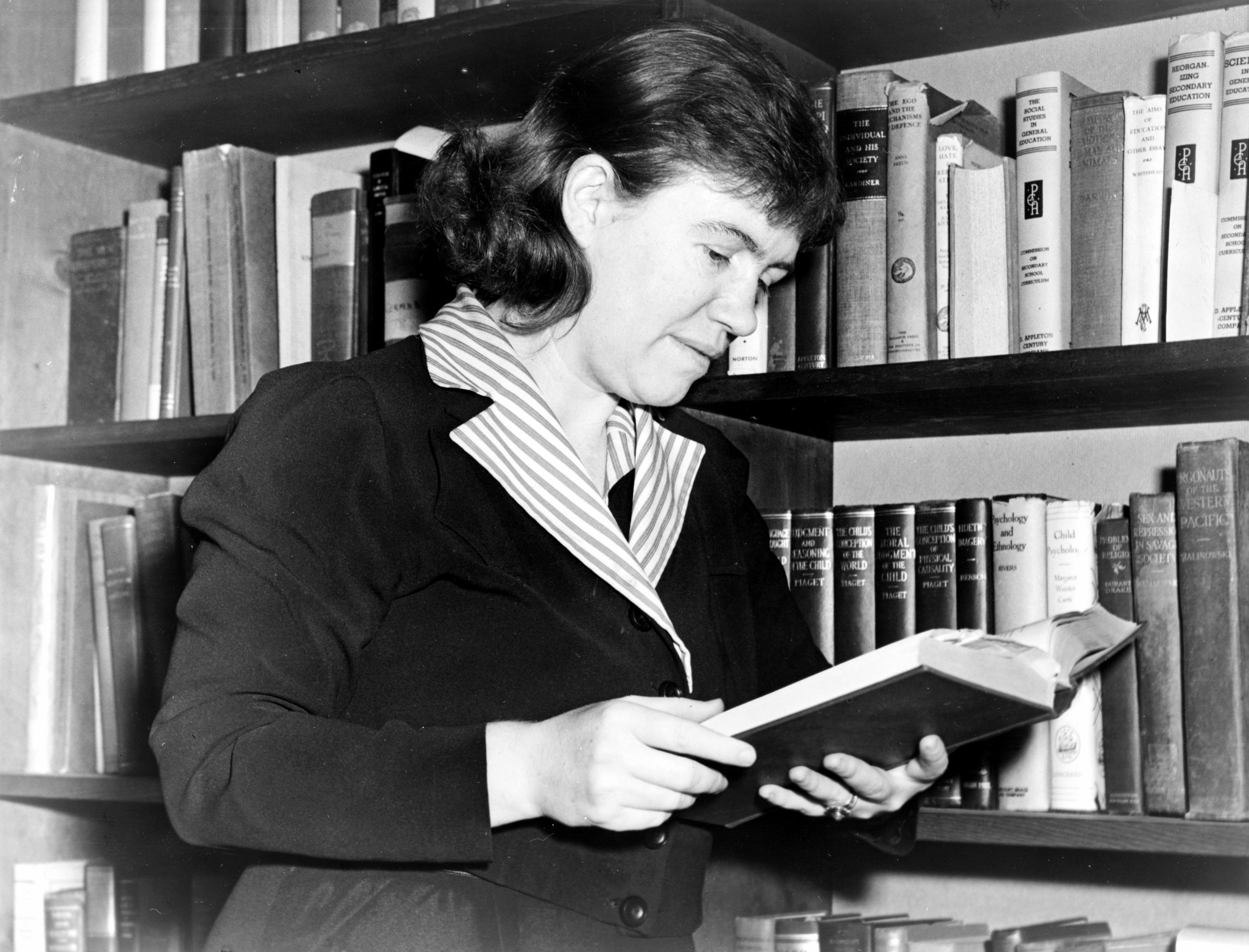
L'anthropologue Margaret Mead (1901-1978) fut une collaboratrice et une amie de Milton Erickson.

De 1939 à 1948, Erickson est directeur de la recherche et de la formation psychiatrique au sein de l'hôpital psychiatrique Eloise. À partir de 1940, il travaille pour le gouvernement des États-Unis dans le cadre de l'effort de guerre à une recherche sur la structure de personnalité japonaise et les effets de la propagande nazie. C'est dans ce contexte qu'il rencontre le couple d'anthropologues Gregory Bateson et Margaret Mead. Ces derniers le consultent à propos des processus de transe qu'ils ont pu observer dans leur travail de terrain à Bali. Pendant la guerre, il est également chargé d'évaluer les recrues, devant décider en quelques minutes de leur aptitude psychique à rejoindre l'armée.
Le 13 mai 1942, Kubie invite Erickson à la première conférence Macy, organisée pendant deux jours à l'hôtel Beekman de New York sur le thème de l'« inhibition cérébrale ». La conférence, organisée par le directeur médical de la fondation Macy, Frank Fremont-Smith, est principalement consacrée à l'hypnose et aux réflexes conditionnés. Parmi les participants figurent le neuropsychiatre et mathématicien Warren McCulloch, le neurophysiologiste Arturo Rosenblueth, Gregory Bateson et Margaret Mead. Les discussions sont principalement menées par Erickson et par le béhavioriste Howard Liddell, spécialiste du conditionnement des mammifères. Cette conférence est à l'origine de l'émergence du mouvement cybernétique.
La Seconde Guerre mondiale contribue en outre à relancer la question de l'hypnose, et en particulier son utilisation souvent efficace dans les névroses de combat.
Au début de l'automne 1947, il se blesse, notamment au visage, lors d'un accident de vélo dû à une collision avec un chien. En raison de ses nombreuses allergies, il décide de se faire administrer un traitement anti-tétanos par piqûres et dix jours plus tard, il tombe sévèrement malade (maladie sérique). Finalement, au printemps 1948, il est hospitalisé à l'hôpital universitaire du Michigan, à Ann Arbor.

### Le sage de Phoenix

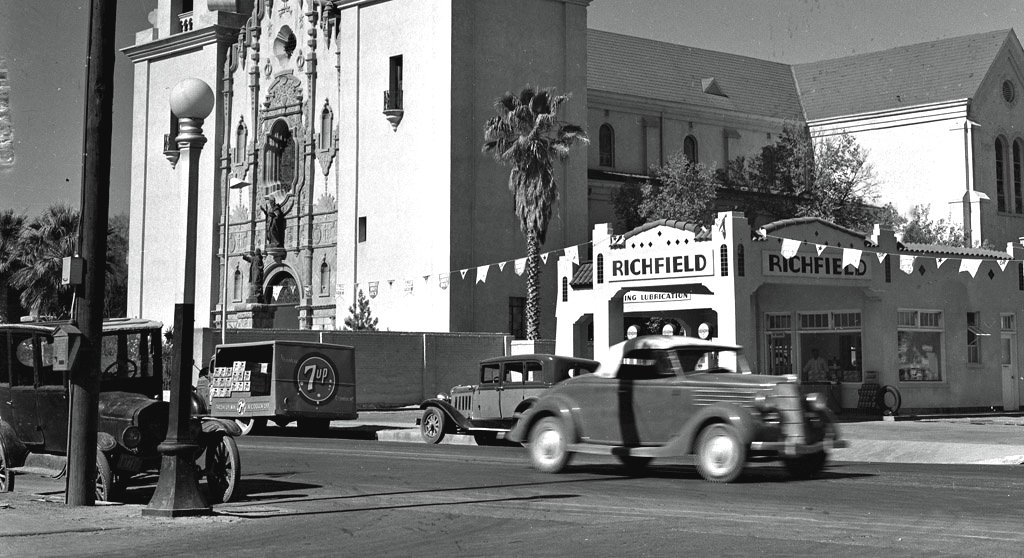
Une rue de Phoenix, Arizona à la fin des années 1930.

En 1948, suivant le conseil de ses médecins d'aller vivre dans un endroit désertique en raison de ses nombreuses allergies, Erickson s'installe à Phoenix, en Arizona. Après avoir travaillé un an au sein de l'Arizona State Hospital, dirigé par son vieil ami le psychiatre John Larson, il ouvre un cabinet de consultations privées à son domicile de Cypress Street, une modeste maison de briques. Son cabinet est une petite pièce contiguë à la salle à manger et son salon fait office de salle d'attente. Étant toujours féru d'enseignement, Erickson commence alors à animer les Seminars on Hypnosis, des ateliers de formation à l'hypnose qu'il donne à travers tous les États-Unis. En 1949, avec l'obstétricien William Kroger et le psychologue André Weitzenhoffer, il contribue à la création de la Society for Clinical and Experimental Hypnosis. Pendant presque un an, au début des années cinquante, Erickson et Aldous Huxley consacrent beaucoup de temps à préparer une étude commune sur les différents états de conscience. Leur projet prend fin lorsqu'un incendie de broussailles détruit la maison de Huxley à Los Angeles et leurs carnets respectifs pour cette étude.
En 1950, une jeune psychiatre, Linn Fenimore Cooper, propose à Erickson de mener avec elle une expérience sur la distorsion du temps en hypnose, partiellement financée par le NACA (qui devient la NASA en 1958). Ils publient ensemble les résultats de cette expérience en 1954.
C'est à cette époque, alors qu'il est âgé de 51 ans, qu'Erickson est une seconde fois victime de la polio sans qu'il soit possible a posteriori d'établir s'il s'agit d'une aggravation brusque d'un syndrome post-polio (caractérisé par des douleurs et faiblesses musculaires causées par l'usage systématique de muscles partiellement paralysés,), ou d'une authentique deuxième infection par une souche du virus de la polio différente de celle ayant causé la maladie contractée en 1919.
Cette seconde attaque le laisse encore plus handicapé qu'auparavant, mais ayant déjà traversé une épreuve similaire, il applique à cette occasion les stratégies qu'il a mises au point pour retrouver sa force musculaire. N'ayant récupéré que partiellement, il est par la suite contraint de se déplacer en fauteuil roulant et souffre de douleurs chroniques qu'il combat par l'autohypnose :
« Il me faut en général une heure après le réveil pour me débarrasser complètement de la douleur. Cela m'était plus facile quand j'étais plus jeune : j'ai à présent plus de difficultés dans les muscles et les articulations ... Ces derniers temps, la seule manière que j'ai trouvée de contrôler ma douleur est de m'asseoir dans mon lit, de tirer une chaise à côté et de presser mon larynx sur le dossier de la chaise. C'est très inconfortable, mais cet inconfort je le crée délibérément. » (« It usually takes me an hour after I awaken to get all the pain out. It used to be easier when I was younger. I have more muscle and joint difficulties now... Recently the only way I could get control over the pain was by sitting in bed, pulling a chair close, and pressing my larynx against the back of the chair. That was very uncomfortable: But it was discomfort I was deliberately creating ».)

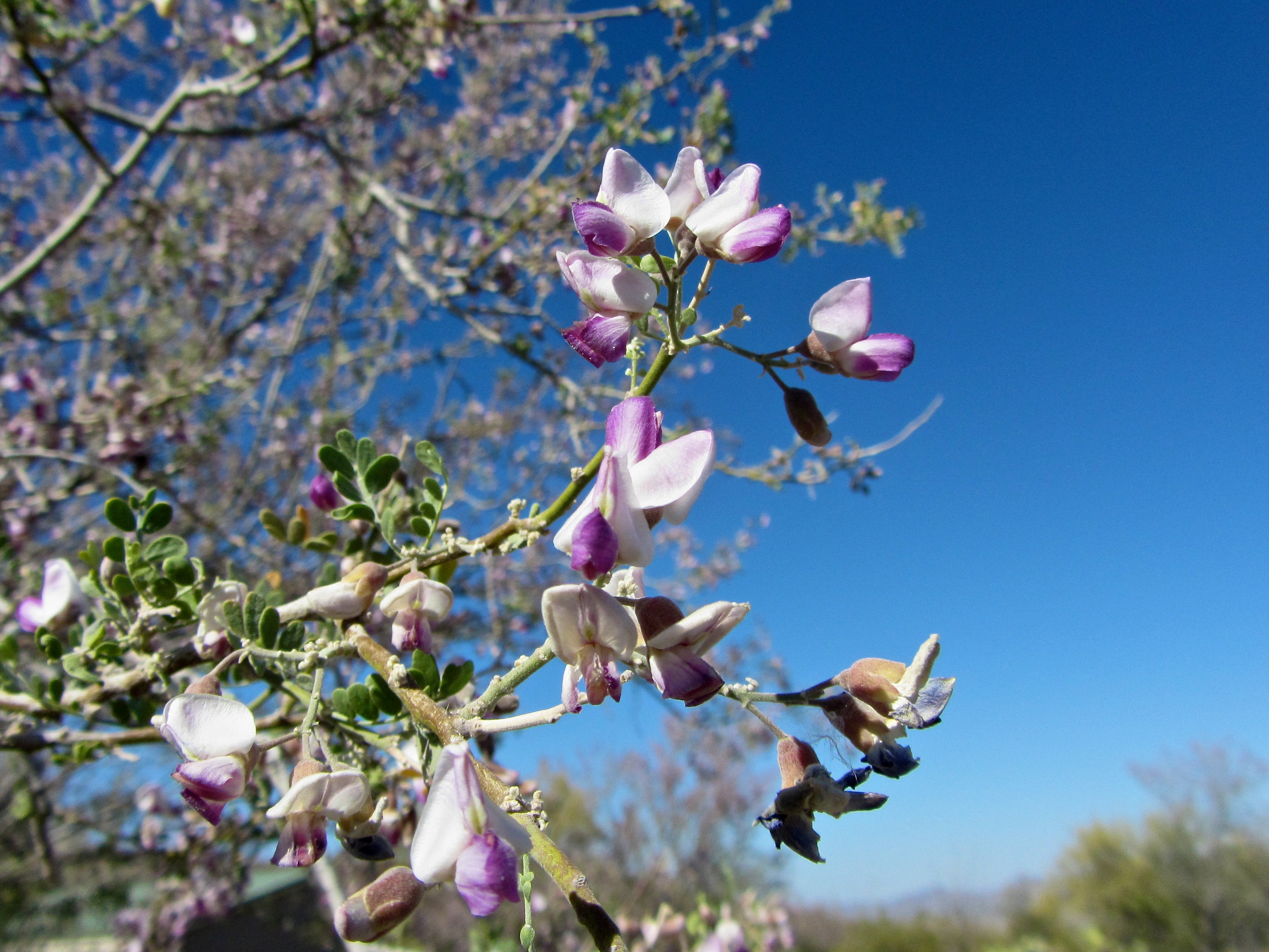
Olneya tesota, le bois de fer du désert de Sonora au Mexique.

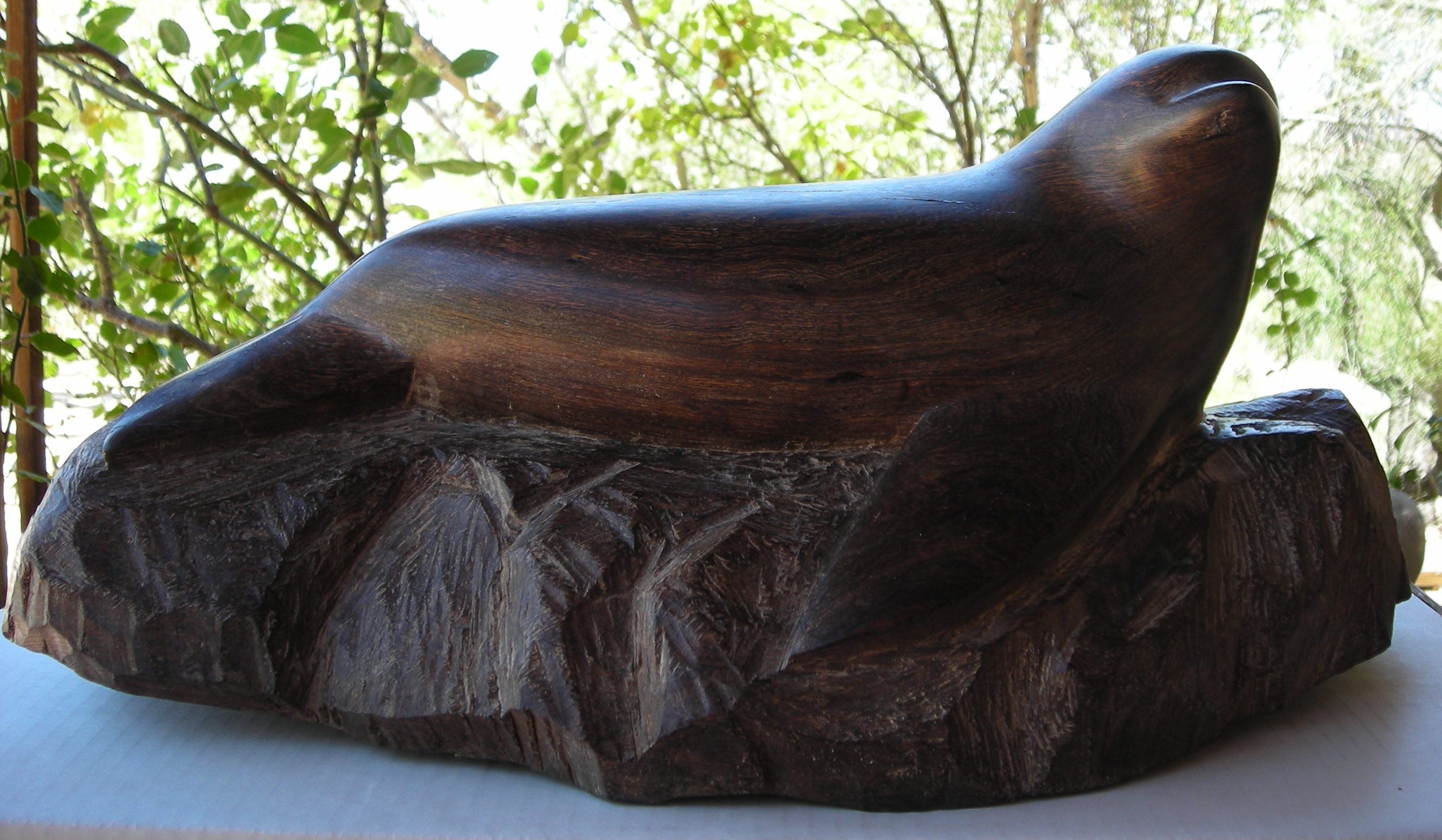
Une sculpture d'animal en bois de fer (Olneya tesota) des Indiens Seri

Passionné de botanique, Milton Erickson possède une riche collection de cactées, dont il est particulièrement fier. En raison de son daltonisme, il n'est capable de reconnaître qu'une seule couleur, le pourpre. Il possède donc de nombreux vêtements et objets de cette couleur. Il collectionne aussi les sculptures en bois de fer (le palo fierro, Olneya tesota) des Amérindiens Seri du désert de Sonora, au Mexique.
En 1953, Erickson organise un séminaire de week-end sur l'hypnose à San Francisco. Jay Haley, qui participe à un programme de recherche sur l'étude de la communication dirigé par l'anthropologue Gregory Bateson, manifeste son désir d'y participer et Bateson organise la rencontre. Le 24 mai 1955, Bateson écrit la lettre suivante à Erickson : « Cher Milton, Je t'écris parce qu’après bien des péripéties mon projet de recherche semble avoir atteint une position théorique qui nous permet de savoir les questions que nous souhaiterions te poser à propos de l'hypnose. Deux des membres de mon équipe, Jay Haley et John Weakland, ont fait quelques petites expériences avec l’hypnose depuis que Jay a suivi ton séminaire de San Francisco. Il devient plus évident qu'une meilleure connaissance de l’hypnose nous permettrait d’avancer dans notre travail ». Erickson se montre intéressé par le projet et, de 1955 à 1960, Haley et John Weakland lui rendent souvent visite à Phoenix, où ils passent de longues heures à discuter avec lui de la nature de l'hypnose et à l'observer lorsqu'il travaille avec ses patients. Au cours de cette période, Erickson se rend régulièrement à Palo Alto pour rencontrer les autres membres du projet, Bateson et le psychiatre Donald D. Jackson.
En 1957, Erickson fonde l'American Society of Clinical Hypnosis avec William Kroger en vue de proposer une alternative à l'hypnose « de laboratoire », focalisée sur les généralités plutôt que sur les spécificités de la transe et de son induction. Pendant dix ans, il est le directeur du journal de l'association, The American journal of clinical hypnosis.
En 1970, Erickson quitte Cypress Street pour s'installer à Hayward Avenue. C'est en 1973, à la suite de la publication par Jay Haley de Uncommon therapy, que le nom d'Erickson devient connu du grand public. L'année suivante, Erickson met fin à sa pratique de psychothérapeute et rencontre, par l'intermédiaire de Gregory Bateson, les fondateurs de la PNL, Richard Bandler, John Grinder ainsi que Robert Dilts et Stephen Gilligan. Au cours des six dernières années de sa vie, Erickson accueille chez lui de nombreux psychothérapeutes venus du monde entier pour discuter avec eux d'hypnose, de thérapie et de la vie en général, au cours de séances quotidiennes de quatre à cinq heures.
En décembre 1980, à Phoenix, a lieu le premier congrès international consacré à Erickson ; cependant celui-ci meurt le 25 mars 1980 d'un choc septique, lié à une infection qui se manifeste sous la forme d'une péritonite, six mois avant la tenue de cette manifestation. Le corps d'Erickson est incinéré, et ses cendres sont dispersées sur le mont Squaw Peak (aujourd'hui appelé Piestewa Peak), où il envoyait souvent ses patients et ses élèves effectuer des tâches thérapeutiques.

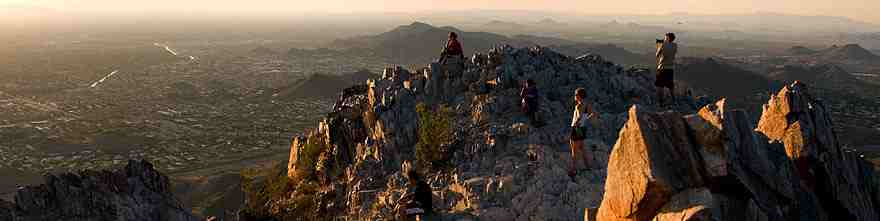
Le Squaw peak, près de Phoenix, Arizona, où les cendres de Milton Erickson ont été dispersées après sa mort.

## Principaux apports en psychothérapie

### Méfiance à l'égard des théories psychologiques
Erickson était convaincu qu'aucune théorie psychologique ne pouvait rendre compte de l'infinie diversité des êtres humains. C'est pourquoi il considérait que la manière d'aider une personne à résoudre ses problèmes devait toujours être développée sur mesure, pour pouvoir répondre à ses besoins uniques. Pour lui, les théories sur les manières de penser et de se comporter risquent le plus souvent de nous enfermer dans des perceptions et des attitudes inadéquates. C'est pourquoi, dans son approche radicalement empirique, il évitait d'utiliser les principes généraux issus de modèles « scientifiques » de psychothérapie et d'hypnose, qui mettent l'accent sur une standardisation de l'approche diagnostique et du mode d'intervention. En d'autres termes, pour lui, il n'y a de thérapie que si le thérapeute réussit à découvrir ce qui convient à cette personne particulière en ce moment particulier. Son amie, l'anthropologue Margaret Mead, déclare : « Milton Erickson ne résolvait jamais un problème d'une manière déjà utilisée s'il pouvait en trouver une nouvelle - et généralement il le pouvait ». Elle souligne que c'est aussi ce qui constituait une barrière pour la transmission de ce qu'il connaissait.

### Un art de l'observation
Dans son enseignement en psychothérapie, Erickson apprenait à ses élèves à bien observer le patient sans avoir d'idées préconçues sur lui. Il considérait en outre que l'apprentissage de l'hypnose et de l'autohypnose était un excellent moyen pour le thérapeute de développer ses capacités d'observation. Il soulignait qu'il était lui-même le plus souvent en transe lorsqu'il menait des séances de thérapie. Dans un article publié avec Ernest Rossi en 1977, il déclare : « quand il y a une question cruciale à propos d'un patient et que je ne veux pas passer à côté du moindre détail, j'entre en transe ». Pour lui, la transe du thérapeute lui permet notamment d'être plus conscient des nombreux messages subliminaux non verbaux que les patients émettent inconsciemment. Erickson ne voulait pas être considéré comme un gourou ou un magicien. Il insistait sur le fait que tout ce qu'il faisait était le résultat de l'observation attentive de la personne et de la réponse aux communications de cette dernière.

### Une conception nouvelle de l'inconscient
Un des apports fondamentaux d'Erickson en psychothérapie est l'idée que l'inconscient de la personne est une partie bénigne et utile pour elle. Erickson a une position réaliste, au sens philosophique du terme, en ce qui concerne l'inconscient : il croit en son existence réelle. Selon sa conception, l'inconscient n'est pas la menace pulsionnelle qui, selon la théorie psychanalytique, vient perturber la vie consciente et a donc contraint au refoulement. Bien au contraire, pour Erickson, l'inconscient est la source des énergies nouvelles que le patient ignore et auxquelles il devra apprendre à faire une place de plus en plus grande. Le souci principal du thérapeute doit être de découvrir ou, mieux encore, de faire découvrir les ressources, ignorées du patient, qui vont lui permettre d'opérer en lui une modification. Erickson voit l'inconscient soit comme un sujet agissant, doté de caractéristiques différentes du moi conscient de la personne, soit comme un stock d'apprentissages, véritable réservoir de ressources pour la personne. Cette conception de l'inconscient est liée à sa compréhension de l'hypnose, qu'il définit comme « l'évocation et l'utilisation des apprentissages inconscients ».
Pour Erickson, chacun a en lui les ressources, la capacité de soulager ses propres souffrances et de résoudre ses problèmes d'une manière qui ne doit pas nécessairement être comprise au niveau cognitif. Pour lui, il n'est pas important que qui que ce soit, même la personne elle-même, comprenne comment les changements se produisent. Il est seulement important qu'ils se produisent. L'inconscient accomplit des faits dont la conscience est incapable, et qu'elle ne conçoit souvent même pas. Mais c'est à condition que la conscience se borne à demander son secours à l'inconscient, sans préjuger ni de la manière, ni du moment qu'il choisira pour agir, et qu'elle s'abstienne entièrement d'interférer avec son action.
En outre, cela vaut aussi pour le thérapeute. Ainsi, Erickson déclare: « Quand vous avez un problème avec un patient, vous y réfléchissez, vous trouvez dans votre esprit inconscient comment vous allez régler ce problème.  Puis, deux semaines plus tard, vous dites ce qu'il faut quand il faut.  Mais vous n'avez aucun intérêt à le savoir à l'avance, parce que dès que vous le savez consciemment, vous commencez à vouloir l'améliorer et vous gâchez tout ».

### L'approche utilisationnelle
Dans ses supervisions, Erickson insistait sur l'importance d'établir le contact avec le patient sur son propre terrain et de créer des situations dans lesquelles le patient peut prendre conscience de ses propres capacités à modifier sa manière de penser. En d'autres termes, pour Erickson, « la première chose à faire en psychothérapie est de ne pas essayer de contraindre l'être humain à modifier sa manière de penser ; il est préférable de créer des situations dans lesquelles l'individu modifiera lui-même volontairement sa façon de penser ». De manière plus générale, comme le souligne Weakland dès 1956, « Erickson prend tout comme un mouvement vers lui. Il dit que la résistance est une proposition de jeu ; ce qui veut dire qu’il prend l’aspect positif de tout et l’utilise pour construire une interaction… ».
Certains des services dans lesquels il travaille sont profondément hostiles à l’hypnose et lui interdisent donc de la pratiquer. À chaque fois, il "accepte" de se soumettre, mais à sa manière : en développant notamment des techniques d'hypnose conversationnelle. Il fait de l'hypnose, sans que cela ne ressemble à de l'hypnose. D'après Erickson, pour hypnotiser un individu, le praticien commence par accepter tout le comportement de celui-ci, quel que soit ce comportement, et ensuite, parce qu’il se sent reconnu, celui-ci rentre en transe. 
Voici un exemple qui permet d'illustrer à merveille l'approche utilisationnelle prônée par Milton Erickson. 
Un paranoïaque en plein délire calfeutrait sa fenêtre pour éviter l’intrusion de ses ennemis. Erickson rentre dans la chambre et observe immédiatement que le calfeutrage est incomplet : il décide alors de collaborer avec le sujet, et l'aide à calfeutrer sa chambre pour que celle-ci soit 100% sécurisée. ll demande ensuite au patient de vérifier la qualité de la fermeture de la porte et d'inspecter les murs puis engage la discussion : il glisse alors tout un tas de suggestions comme quoi les murs du service sont une protection contre "les ennemis", que les murs de l'établissement sont une autre "couche de protection", plus puissante encore, sans compter la protection la police municipale, de la police fédérale et du gouvernement. Le paranoïaque n’avait jamais perçu la situation de cette manière, et pourtant, cela rentre parfaitement dans son système de pensée, dans sa carte du monde. Dès lors, rien d’étonnant à ce que celui-ci se soit porté mieux. Erickson a accepté et utilisé son comportement d'une manière extrêmement élégante et appliqué le principe du "pacing and leading" : le suivre et guider. 

## Controverses
Le psychiatre Don Jackson, qui étudia et admira le travail de Milton Erickson, n'en est pas moins prudent, voire méfiant, questionnant les motivations d'Erickson et se demandant si les changements qu'il obtenait avec ses patients étaient durables. Ainsi, il déclare: « Il me semble, lorsque je lis ce qu’il écrit, que sa principale préoccupation c’est de faire la preuve de sa propre habilité à être efficace. Et je trouve que c’est quelque peu différent de chercher à obtenir une certaine gratification à travers la relation, ce que, je pense, la plupart des thérapeutes recherchent plutôt… Je connais la joie de faire quelque chose de brillant ; c’est une magnifique sensation de couper la tête et de la brandir fièrement, mais je ne suis pas sûr qu’avec le temps… ».
Un autre ami et collaborateur d'Erickson, le chercheur André Weitzenhoffer, a fait état de nombreuses fois de ses craintes concernant la nature de l'héritage d'Erickson, étant donné la grande hétérogénéité des praticiens se réclamant de son travail. Il a en particulier critiqué la vision proposée par Richard Bandler et John Grinder, qu'il juge « frelatée et parfois fantaisiste ». Il est rejoint en cela en France par le Dr Jean Godin dont il préface d’ailleurs le livre. Jean Godin importe néanmoins en France les thèses d’Erickson avec la création du premier Institut Milton Erickson de France en 1982, puis l’Association Française de Nouvelle Hypnose en 1992.
Bernard Sensfelder, psychologue et hypnothérapeute travaillant dans la lignée de François Roustang, tout en reconnaissant à Erickson le génie de créer une thérapie différente pour chaque individu, émet plusieurs réserves.
- L'approche ericksonienne suppose qu'il faut répondre à la demande du patient. Or, pour Sensfelder, rien ne dit que le changement de comportement demandé par le patient aille dans le sens de l'émergence de sa quiddité.
- « Pour Milton Erickson, tous les moyens sont bons si l'objectif est respectable. » Sensfelder plaide pour un cadre éthique rigoureux et estime qu'Erickson recourt à la manipulation. Sur ce point, Roustang dit quant à lui que « Erickson manipule de façon honteuse des gens. C'est certain ! Et pourtant c'est la seule manière pour lui de respecter la liberté [du patient][63]. »
- Enfin, il estime qu'Erickson, Américain — par conséquent très centré sur l'efficacité et la résolution de problèmes —, est trop dans l'optique de faire. De ce point de vue, il juge que l'approche de François Roustang, qui consiste à « ne rien faire pour que quelque chose se fasse », à l'exact opposé de celle de Milton Erickson, est préférable. Elle permettrait à « l'Être qui est présent de se manifester, pour investir son propre corps et se libérer de ses entraves »[62].

## Ouvrages

### Livres
- (en) Milton H. Erickson et Linn Fenimore Cooper, Time Distortion in Hypnosis : An Experimental and Clinical Investigation, Baltimore, Williams & Wilkins, 1954 (ISBN 1-899836-95-0)
- (en) Milton H. Erickson, S. Herschman et I. Secter, The Practical Application of Medical and Dental Hypnosis, 1961 (ISBN 0-87630-570-2)
- (en) Milton H. Erickson, Ernest L. Rossi et S. I. Rossi, Hypnotic realities : The clinical hypnosis and forms of indirect suggestions, New York, Irvington, 1976 (ISBN 0-8290-0112-3)
- (en) Milton H. Erickson et Ernest L. Rossi, Hypnotherapy : An exploratory casebook, New York, Irvington, 1979 (ISBN 0-8290-0244-8)
- Milton H. Erickson et Ernest L. Rossi, L'intégrale des articles de Milton H. Erickson. Tome 1 : De la nature de l'hypnose et de la suggestion, New York, Irvington, 1980 (ISBN 0-8290-1206-0).
- Milton H. Erickson et Ernest L. Rossi, L'intégrale des articles de Milton H. Erickson. Tome 2 : Altération par l'hypnose des processus sensoriels, perceptifs et psychophysiologiques, New York, Irvington, 1980 (ISBN 0-8290-1207-9)
- Milton H. Erickson et Ernest L. Rossi, L'intégrale des articles de Milton H. Erickson. Tome 3 : Étude par l'hypnose des processus psychodynamiques, New York, Irvington, 1980 (ISBN 0-8290-1208-7)
- Milton H. Erickson et Ernest L. Rossi, L'intégrale des articles de Milton H. Erickson. Tome 4 : Innovations en hypnothérapie, New York, Irvington, 1980 (ISBN 0-8290-1209-5)
- (en) Milton H. Erickson et Ernest L. Rossi, Experiencing Hypnosis, New York, Irvington, 1981 (ISBN 0-8290-0246-4)
- (en) Milton H. Erickson et Ernest L. Rossi, The February man : Evolving Consciousness and Identity in Hypnotherapy, New York, Brunner/Mazel, 1989 (ISBN 0-415-99095-5)

### Articles
- « À propos d'éventuels effets préjudiciables de l'hypnose expérimentale », The American Journal of Abnormal and Social Psychology,‎ 1932, p. 312-327
- « Exploration d'une amnésie spécifique », The British Journal of Medical Psychology, vol. XIII, no II,‎ 1933
- « Un bref survol de l'hypnotisme », Medical Record,‎ 5 décembre 1934
- « Démonstration expérimenale d'une activité inconsciente grâce à l'écriture automatique », Psychoanalytic Quarterly, vol. 6, no 4,‎ octobre 1937
- « Le développement d'une inconscience apparente durant la reviviscence sous hypnose d'une expérience traumatisante », The Archives of Neurology and Psychiatry, vol. 38,‎ décembre 1937, p. 1282-1288
- Avec Lawrence Kubie, « L'utilisation du dessin automatique dans l'interprétation et le soulagement d'une dépression obsessionnelle aiguë », Psychoanalytic Quarterly, vol. 7,‎ octobre 1938, p. 443-466
- « Le développement d'une inconscience apparente durant la reviviscence sous hypnose d'une expérience traumatisante », The Archives of Neurology and Psychiatry, vol. 38,‎ décembre 1937, p. 1282-1288
- Avec Lawrence Kubie, « Soulagement permanent d'une phobie obsessionnelle au moyen de communications avec une personnalité duale inopinée », Psychoanalytic Quarterly, vol. 8,‎ 1939, p. 471-509
- « Une étude expérimentale de l'éventuelle utilisation antisociale de l'hypnose », Psychiatry,‎ août 1939, p. 391-414
- « La dynamique de la visualisation, de la lévitation et de la confusion dans l'induction de transe », ---,‎ 1940
- Avec Lawrence Kubie, « Traduction de l'écriture automatique énigmatique d'un sujet hypnotique par un autre sujet dans un état dissocié similaire à l'état de transe », Psychoanalytic Quarterly, vol. 9, no 1,‎ janvier 1940, p. 51-63
- Avec Lawrence Kubie, « Traitement réussi d'un cas de dépression hystérique aiguë grâce au retour, sous hypnose, à une phase critique de l'enfance », Psychoanalytic Quarterly, vol. 10, no 4,‎ octobre 1941, p. 583-609
- Avec Elisabeth Moore Erickson, « À propos de la nature et des caractéristiques du comportement post-hypnotique », The Journal of Genetic Psychology, vol. 24,‎ 1941, p. 95-133
- « L'hypnose : présentation générale », Diseases of the Nervous System, vol. II, no 1,‎ janvier 1941
- « L'hypnose profonde et son induction », Experimental Hypnosis, New York, Leslie M. LeCron (dir.), Macmillan,‎ 1952, p. 70-114
- « L'hypnotisme », Encyclopædia Britannica, 14e édition,‎ 1954
- « Les techniques naturalistes en hypnose », The American journal of clinical hypnosis, no 1,‎ juillet 1958, p. 3-8
- « Autres techniques en hypnose clinique : les techniques d'utilisation », The American journal of clinical hypnosis, no 1,‎ juillet 1959, p. 8-21
- « Les bases de l'hypnose : débat à propos de l'hypnose », Northwest Medecine,‎ octobre 1959
- Avec Jay Haley et John Weakland, « Transcription d'une induction de transe avec commentaires », The American journal of clinical hypnosis, no 2,‎ octobre 1959, p. 49-84
- « Note sur l'histoire de la lévitation de la main et d'autres techniques idéomotrices », The American journal of clinical hypnosis, no 3,‎ janvier 1961, p. 196-199
- « Un exemple d'erreur d'interprétation potentiellement dangereuse de l'hypnose », The American journal of clinical hypnosis, no 3,‎ avril 1961, p. 242-243
- « Le syndrome dorsal de l'hypnose de music-hall », The American journal of clinical hypnosis, no 5,‎ octobre 1962, p. 141-142
- « La technique de confusion en hypnose », The American journal of clinical hypnosis, no 6,‎ janvier 1964, p. 183-207
- « À propos de deux techniques d'hypnose : « La Surprise » et « Mon-Ami John » : Signaux minimes et expérimentation dans la vie quotidienne », The American journal of clinical hypnosis, no 6,‎ avril 1964, p. 293-307
- « Éditorial », The American journal of clinical hypnosis, no 7,‎ juillet 1964, p. 1-3
- « Une technique hypnotique pour les patients résistants : le patient, la technique et sa description, son application pratique », The American journal of clinical hypnosis, no 7,‎ juillet 1964, p. 8-32
- « Les techniques de pantomime en hypnose et leurs implications », The American journal of clinical hypnosis, no 7,‎ juillet 1964, p. 64-70
- « Premières recherches sur la nature de l'hypnose », The American journal of clinical hypnosis, no 7,‎ octobre 1964, p. 152-162
- « Éditorial », The American journal of clinical hypnosis, no 8,‎ juillet 1965, p. 1-2
- « À propos de la nature et des caractéristiques de différents états de conscience : une étude avec Aldous Huxley », The American journal of clinical hypnosis, no 8,‎ juillet 1965, p. 14-33
- « Nouvelle étude expérimentale sur l'hypnose : réalités hypnotiques et non hypnotiques », The American journal of clinical hypnosis, no 10,‎ octobre 1967, p. 87-135
- Avec Ernest L. Rossi, « Les différents types d'amnésie hypnotique », The American journal of clinical hypnosis, no 16,‎ avril 1974
- Avec Ernest L. Rossi, « Les différents types de doubles liens », The American journal of clinical hypnosis, no 17,‎ janvier 1975, p. 143-157
- Avec Ernest L. Rossi, « La communication à deux niveaux et la microdynamique de la transe et de la suggestion », The American journal of clinical hypnosis, no 18,‎ janvier 1976, p. 153-171
- Avec Ernest L. Rossi, « Les formes indirectes de suggestion », ---,‎ 1976
- Avec Ernest L. Rossi, « Les suggestions indirectes dans la lévitation de la main », ---,‎ 1976 - 1978
- Avec Ernest L. Rossi, « Les formes indirectes de suggestion », 28e congrès de la Société d'hypnose clinique et expérimentale,‎ 1976
- Avec Ernest L. Rossi, « Les expériences d'autohypnose de Milton H. Erickson », The American journal of clinical hypnosis, no 20,‎ juillet 1977, p. 36-54

### Livres consacrés exclusivement à Milton Erickson
- (en) Jay Haley, Advanced Techniques of Hypnosis & Therapy : Selected Papers of Milton H. Erickson, M.D., New York, Grune & Stratton, 1967 (ISBN 0-8089-0169-9)
- (en) Jay Haley, Un thérapeute hors du commun : Milton H. Erickson, Paris, Desclée de Brouwer, 1973, 313 p. (ISBN 0-393-31031-0).
- (en) John Grinder et Richard Bandler, Patterns of the Hypnotic Techniques of Milton H. Erickson, M.D. Vol. 1, 1975 (ISBN 1-55552-052-9)
- (en) John Grinder, Richard Bandler et Judith Delozier, Patterns of the Hypnotic Techniques of Milton H. Erickson, M.D. Vol. 2, 1977 (ISBN 1-55552-053-7)
- Jeffrey Zeig, Un séminaire avec Milton Erickson, New York, Brunner Mazel, 1980
- Sidney Rosen, Ma voix t'accompagnera, Paris, Hommes et Groupes, 1982 (ISBN 0-393-30135-4).
- (en) Jeffrey Zeig, Ericksonian approaches to hypnosis and psychotherapy, New York, Brunner Mazel, 1982, 518 p. (ISBN 0-87630-276-2)
- (en) Ernest L. Rossi, M.O. Ryan et F.A. Sharp, Healing in hypnosis : The seminars, workshops, and lectures of M.H. Erickson, New York, Irvington, 1983
- (en) Jeffrey Zeig, Ericksonian psychotherapy : T.1 Structure, T.2 Clinical applications, New York, Brunner Mazel, 1985
- (en) Jeffrey Zeig, Experiencing Erickson : An introduction to the man and his work, New York, Brunner Mazel, 1985, 181 p. (ISBN 0-87630-409-9).
- (en) Jay Haley, Conversations with Milton H. Erickson - 3 volumes, Triangle Books, 1985
- Jean Godin et Jacques-Antoine Malarewicz, Milton H. Erickson, Paris, ESF, 1986
- (en) Stephen Gilligan, Therapeutic trances : The cooperation principle in Ericksonian hypnotherapy, New York, Brunner Mazel, 1987
- (en) Jeffrey Zeig et Stephen Lankton, Developing Ericksonian therapy : State of the art, New York, Brunner Mazel, 1988, 523 p. (ISBN 0-87630-501-X, lire en ligne)
- Jacques-Antoine Malarewicz, La stratégie en psychothérapie ou l'Hypnose sans hypnose de Milton H. Erickson, Paris, ESF, 1988
- William H. O'Hanlon et Angela L. Hexum, Thérapies hors du commun : l'œuvre clinique complète du docteur Milton H. Erickson, Satas, 1991
- Dominique Megglé, Erickson, Hypnose et Psychothérapie, Paris, Retz, 2002
- (en) Stephen Gilligan, The legacy of Milton H. Erickson : Selected papers of Stephen Gilligan, Phoenix, Zeig Tucker Thiesen, 2002
- (en) Betty Alice Erickson, Dan Short et Roxanna Erickson Klein, Hope & Resiliency : Understanding the psychotherapeutic techniques of Milton Erickson, Williston, Vermont, Crown House, 2005
- Betty Alice Erickson et Bradford Keeney, Le Dr. Milton H. Erickson, médecin et guérisseur américain, Satas, 2009.

### Livres consacrés en partie à Milton Erickson
- Jay Haley, Stratégies de la psychothérapie, Ramonville Saint-Agne, érès, 1963, 194 p. (ISBN 1-84590-022-7)
- (en) André Weitzenhoffer, The Practice of Hypnotism, New York, John Wiley & Sons Inc., 1989, 646 p. (ISBN 0-471-29790-9)
- François Roustang, Influence, Paris, Minuit, 1990, 178 p. (ISBN 2-7073-1365-3)
- (en) Jeffrey Zeig et Stephen Gilligan, Brief therapy. Myths, Methods and Metaphors, New York, Brunner Mazel, 1990
- Jean-Jacques Wittezaele et Teresa Garcia, À la recherche de l'École de Palo Alto, Paris, Seuil, 1992, 427 p. (ISBN 2-02-089636-2)
- François Roustang, Qu'est-ce que l'hypnose ?, Paris, Minuit, 1994, 187 p. (ISBN 2-7073-1814-0)
- Thierry Melchior, Créer le réel. Hypnose et thérapie, Paris, Seuil, 1998.
- Éric Bonvin et Gérard Salem, Soigner par l'hypnose, Paris, Masson, 1999, 292 p. (ISBN 2-294-01408-1)
- Jean-Jacques Wittezaele (dir.), La double contrainte. L'héritage des paradoxes de Bateson, Paris, De Boeck, 2008, 284 p. (ISBN 978-2-8041-5713-5 et 2-8041-5713-X, lire en ligne)
- Jean Godin, La Nouvelle Hypnose : vocabulaire, principes et méthode : introduction à l'hypnothérapie éricksonienne, Paris, Albin Michel, coll. « Idées », 1992, 457 p. (OCLC 300660838)

### Autres ouvrages
- Wilhelm Wundt, Hypnotisme et suggestion, Félix Alcan, 1892
- (en) Clark Leonard Hull, Hypnosis and suggestibility, New York, 1933
- (en) Margaret Mead, Letters from the field, New York, Harper & Row, 1977
- Léon Chertok (dir.), Résurgence de l'hypnose, Desclée de Brouwer, 1984
- (en) Steve J. Heims, The Cybernetics Group, Cambridge, MIT Press, 1991
- Jean François Billeter, Études sur Tchouang-tseu, Paris, Allia, 2004